# Zale privata
Zale privata là một loài bướm đêm trong họ Erebidae.